# Heracles in het seizoen 1968/69
Het seizoen 1968/1969 was het 15e jaar in het bestaan van de Almelose voetbalclub Heracles. De club kwam uit in de Eerste divisie en eindigde daarin op de 10e plaats. Tevens deed de club mee aan het toernooi om de KNVB beker, hierin werd in de kwartfinale verloren van DWS (3–4).

## Wedstrijdstatistieken

### Eerste divisie
|       | Blauw-Wit | FC Den Bosch '67 | SC Cambuur | D.F.C. | Eindhoven | Elinkwijk | Haarlem | Helmond Sport | HVC   | RBC   | RCH   | SVV   | Veendam | Vitesse | De Volewijckers | Wageningen | Willem II |
| ----- | --------- | ---------------- | ---------- | ------ | --------- | --------- | ------- | ------------- | ----- | ----- | ----- | ----- | ------- | ------- | --------------- | ---------- | --------- |
| Thuis | 3 – 2     | 0 – 1            | 0 – 1      | 2 – 0  | 1 – 3     | 0 – 0     | 2 – 2   | 2 – 0         | 3 – 0 | 4 – 1 | 0 – 0 | 2 – 2 | 1 – 0   | 3 – 0   | 2 – 0           | 3 – 1      | 1 – 0     |
| Uit   | 1 – 0     | 4 – 1            | 2 – 0      | 2 – 0  | 0 – 0     | 2 – 2     | 1 – 1   | 3 – 1         | 1 – 1 | 1 – 0 | 1 – 1 | 3 – 0 | 4 – 0   | 4 – 0   | 1 – 1           | 0 – 1      | 0 – 0     |

### KNVB beker
| 1e ronde                                        | Hermes DVS                                                  | 0 – 1 (0 – 1)                         | Heracles                                   |
| 15 september 1968 Plaats: Schiedam Harga        |                                                             |                                       | 28' André Hulshorst                        |
| 2e ronde                                        | NAC                                                         | 1 – 1 (1 – 1, 1 – 1) Na strafschoppen | Heracles                                   |
| 10 november 1968 Plaats: Breda Beatrixstraat    | Jan van Gorp 8' (pen.)                                      |                                       | 14' Hans Roordink                          |
| 3e ronde                                        | Volendam                                                    | 1 – 2 (0 – 0)                         | Heracles                                   |
| 9 maart 1969 Plaats: Volendam Volendam Stadion  | Jack Hoogland 88'                                           |                                       | 60' Pavle Dolezar 75' André Hulshorst      |
| Kwartfinale                                     | DWS                                                         | 4 – 3 (1 – 2)                         | Heracles                                   |
| 20 mei 1969 Plaats: Amsterdam Olympisch Stadion | Frans Geurtsen 8' Rob Rensenbrink 52', 89' Finn Seemann 58' |                                       | 20', 67' André Hulshorst 34' Hans Roordink |

## Statistieken Heracles 1968/1969

### Eindstand Heracles in de Nederlandse Eerste divisie 1968 / 1969
| Stand | Gespeeld | Gewonnen | Gelijk | Verloren | Punten | Doelpunten voor | Doelpunten tegen |
| ----- | -------- | -------- | ------ | -------- | ------ | --------------- | ---------------- |
| 10e   | 34       | 11       | 11     | 12       | 33     | 43              | 50               |

### Topscorers
| #                    | Naam            | Goal |
| -------------------- | --------------- | ---- |
| 1.                   | Herman Morsink  | 10   |
| 2.                   | Hans Roordink   | 6    |
| 3.                   | Gerrit Pesman   | 5    |
| 4.                   | André Hulshorst | 4    |
| 5.                   | Guus Hoevenberg | 3    |
| 5.                   | Henk Leusenkamp | 3    |
| 5.                   | Gerrit Vissia   | 3    |
| 8.                   | Pavle Dolezar   | 2    |
| 9.                   | Benno Hermsen   | 1    |
| 9.                   | Benno Verschut  | 1    |
| Onbekende doelpunten |                 |      |
| –                    | Onbekend        | 5    |
| Totaal               | Totaal          | 43   |

| #      | Naam            | Goal |
| ------ | --------------- | ---- |
| 1.     | André Hulshorst | 4    |
| 2.     | Hans Roordink   | 2    |
| 3.     | Pavle Dolezar   | 1    |
| Totaal | Totaal          | 7    |

## Voetnoten
Blauw-Wit ·
FC Den Bosch '67 ·
Cambuur ·
D.F.C. ·
Eindhoven ·
Elinkwijk ·
Haarlem ·
Helmond Sport ·
Heracles ·
HVC ·
RBC ·
RCH ·
SVV ·
Veendam ·
Vitesse ·
De Volewijckers ·
Wageningen ·
Willem II